# Achatinella decipiens
Achatinella decipiens là một loài ốc sên chân bụng thân mềm thuộc họ Achatinellidae. Loài này đặc hữu của Hawaii.
Cooke đã xem Achatinella decipiens là phân loài của Achatinella byronii.
Chiều cao vỏ ốc là 20,5 mm, chiều rộng là 9 mm.